# Holló Márta
Holló Márta (Miskolc, 1975. június 25. –), a Magyar Telekom vállalati kommunikációs igazgatója.

## Élete
Középiskolai tanulmányait a debreceni Tóth Árpád Gimnáziumban végezte. Ezután a Színház- és Filmművészeti Egyetem televíziós-műsorvezető-szerkesztő-rendező szakán tanult, ahol olyan tanárai voltak, mint például Vitray Tamás, Horváth Ádám.
1995-ben került a Magyar Televízióhoz, ahol olyan műsorok kapcsolódnak a nevéhez mint például, az ÚTON Európa Magazin vagy a Tonik. 1997 októberétől 2011-ig az RTL Klubnál dolgozott. Ennél a csatornánál a Fókusz illetve a Fókusz plusz című műsorok főszerkesztője valamint műsorvezetője volt. Ezután vállalati kommunikációval és tréningekkel foglalkozott. 2017-től az ATV-nél dolgozott műsorvezetőként. Mellette coachként, és a Metropolitan Egyetem vendégelőadójaként tevékenykedett.
2022. április 4-től a Magyar Telekom vállalati kommunikációs igazgatója.

## Magánélete
2005 óta házas. Két gyermek édesanyja. Fia: Tamás, 2006-ban, lánya: Gréta  2008-ban született.